# لووتشکا (ناحیه اولومووتس)
لووتشکا (به چکی: Loučka) یک منطقهٔ مسکونی در جمهوری چک است که در ناحیه اولومووتس واقع شده‌است.
 لووتشکا ۶٫۱۹ کیلومتر مربع مساحت و ۱۹۴ نفر جمعیت دارد و ۳۶۰ متر بالاتر از سطح دریا واقع شده‌است.